# اوربیت دانلودر
اوربیت دانلودر نرم‌افزاری است رایگان تحت سیستم‌عامل ویندوز برای بارگیری ویدوئوهای آنلاین. این نرم‌افزار با اغلب مرورگرهای رایج کار می‌کند.